# 鼓 (妖怪)
鼓，是中国传说的异兽，脸像人但是身体像龙，后来欽鵄化為大鶚，鼓亦化為鵝為，记载于《西次三经》。据说是钟山的儿子，鼓和欽鵐两一起在崑崙之陽被黄帝殺死。

## 原文
《山海经·西次三经》记载：“又西北四百二十里曰钟山，其子曰鼓，其状人面而龙身，是与钦䲹杀葆江于昆仑之阳，帝乃戮之钟山之东曰𡺯崖。钦䲹化为大鹗，其状如雕而墨文曰首，赤喙而虎爪，其音如晨鹄，见则有大兵；鼓亦化为鵕鸟，其状如鸱，赤足而直喙，黄文而白首，其音如鹄，见即其邑大旱。”

## 参看
- 中国妖怪列表